# Théâtre Jean-Deschamps

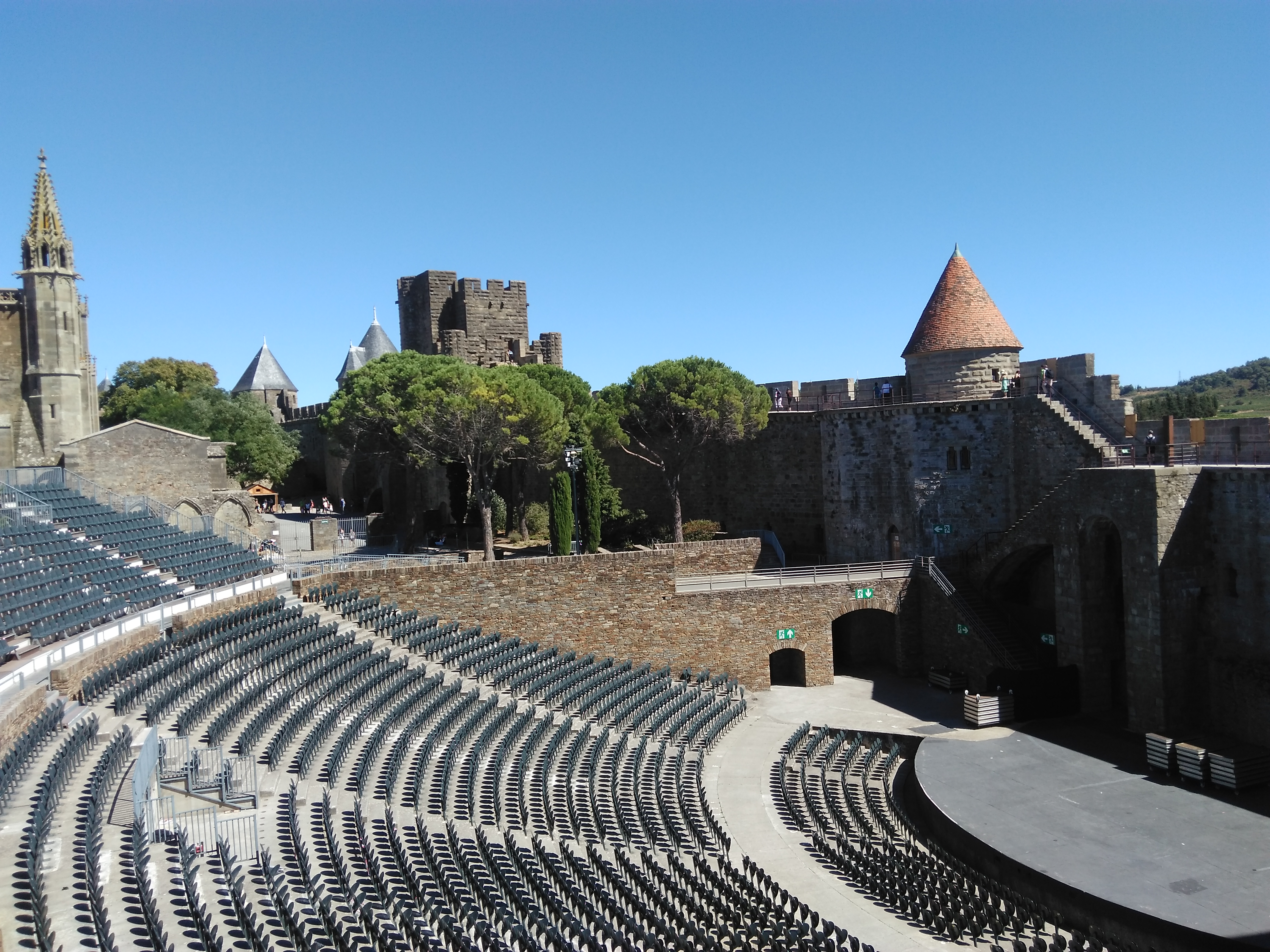
Théâtre Jean-Deschamps en 2016.

Le théâtre Jean-Deschamps est le nom porté depuis 2006 par l'ancien grand théâtre de la Cité de la ville de Carcassonne, dans le département de l'Aude (France). 
Il a été renommé ainsi à la mémoire de l'acteur et metteur en scène Jean Deschamps, membre de la Comédie-Française. Ce théâtre à ciel ouvert installé au cœur de la cité offre un lieu de spectacle privilégié pour le festival de la cité qui se déroule chaque été.
Le 5 juillet 2017, Johnny Hallyday, donna à cet endroit son ultime concert sur scène en compagnie de Jacques Dutronc et Eddy Mitchell.
Un festival annuel est organisé chaque année dans le théâtre depuis 2006 et a accueillit notamment des artistes de renoms tels que Sting (en 2006, 2015, 2019 et 2024), Robert Plant (en 2007, 2018 et 2025), Deep Purple (en 2008 et 2022),  ZZ Top (en 2008), Scorpions (en 2009, 2016 et 2024), Bob Dylan (en 2010 et 2023), Alice Cooper (en 2012), Johnny Hallyday (en 2012 et 2015), Europe (en 2017), Judas Priest (en 2025), Gojira (en 2025).

## Histoire
Le théâtre, qui se situe à l'intérieur de la cité médiévale, a été créé en 1908, sur l'emplacement de l'ancien cloître Saint-Nazaire. Il pouvait alors accueillir 5 000 spectateurs. Il est mitoyen de l'Hôtel de la Cité. 